# Kurtan
Kurtan (in armeno Կուրթան?) è un comune di 2 178 abitanti (2008) della Provincia di Lori in Armenia.